# Cynanchum paniculatum
Cynanchum paniculatum là một loài thực vật có hoa trong họ La bố ma. Loài này được (Bunge) Kitag. mô tả khoa học đầu tiên năm 1940.